# Sascha Pallenberg

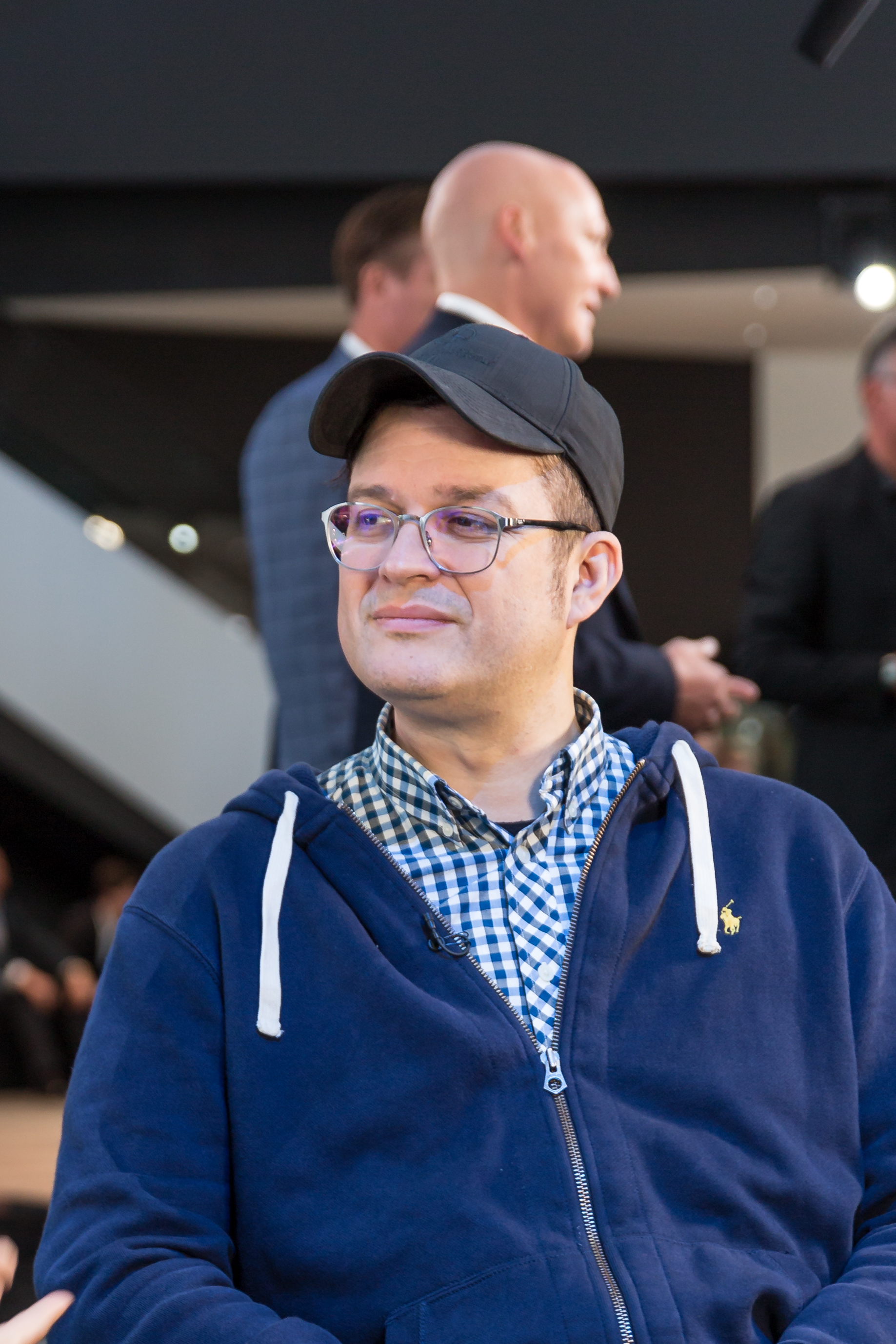
Sascha Pallenberg (2017)

Sascha Pallenberg (* 22. November 1971 in Dortmund) ist ein deutscher Blogger und Unternehmer. Er war von 2017 bis 2020 Head of Digital Transformation des Konzerns Daimler AG. Sascha Pallenberg lebt in Taiwan.

## Leben
Nach der Fachhochschulreife ging Pallenberg von 1992 bis 1996 zur Bundeswehr. Er hielt sich mit diversen Jobs über Wasser, bis er 2001 die Techcase GbR gründete und unter techcase.de Mini-ITX-Systeme verkaufte. Zur Vermarktung des Shops startete er die Online-Communitys epiacenter.de und epiacenter.com. 2004 verließ Pallenberg Techcase und gründete epiOS GmbH & Co. KG, das auf Basis der Linux-Distribution Gentoo Software für Embedded Systems herstellte. Das Unternehmen wurde 2006 geschlossen. 2007 gründete er den Blog eeepcnews.de und war damit ab 2008 mit 10.000 Besuchern pro Tag wirtschaftlich erfolgreich. 2009 zog Pallenberg nach Taipeh und gründete 2010 New Media Publishing and Consulting Ltd. Er schrieb in dem englischsprachigen Blog netbooknews.com und auf Deutsch unter netbooknews.de.
Das Time Magazine, The New York Times, ABC News, ZDF (Heute-journal, heute) und viele andere große englisch- und deutschsprachige Zeitungen, Zeitschriften und TV-Sender haben Pallenberg als Experten befragt. In den Jahren 2010, 2011 und 2012 gewann er den Award „Top 20 Smart Mobile Device Pundit“.

## Blogs und Unternehmen
Die New Media Publishing and Consulting Ltd. betrieb die Blogs netbooknews.de und netbooknews.com mit zusammen 20.000 bis 25.000 Besuchen am Tag. Anfangs beschrieben die Seiten Netbooks, später auch Ultrabooks, Tablets und Smartphones. Der dazugehörende YouTube-Channel minipcpro erreicht mit durchschnittlich täglich drei produzierten Videos 120.000 bis 150.000 Besucher pro Tag. Unter meetmobility.com produzierte Pallenberg 70 Podcasts mit je 20.000 Zuhörern. netbooknews.de gewann Platz acht der besten IT-Blogs bei Computerwoche 2010.
Der Umsatz 2011 betrug 350.000 US-Dollar. 65 % des Umsatzes werden durch Werbeeinnahmen auf YouTube erwirtschaftet. 20 Prozent der Finanzierung geschieht auf den Blogs über Affiliate-Links auf Amazon, Google-Bannerwerbung, Direktvermarktung von Werbeflächen und die übrigen 15 Prozent des Umsatzes setzen sich aus Einnahmen für Consulting und Reden zusammen. Zwischenzeitlich vermarktete Pallenberg sogar seine Kleidung als Werbefläche.
Von 2012 bis 2016 betrieb er die Blog-Plattform mobilegeeks.de, dessen thematischer Schwerpunkt auf Smartphones, Tablets, Notebooks und Smart Cars liegt. Mit seinem Wechsel als Führungskraft zu Daimler übertrug er seine Anteile an die Co-Gründerin Nicole Scott.
Von Juli 2013 bis Dezember 2016 produzierte Pallenberg zusammen mit dem Blogger Carsten Knobloch den Neuland-Podcast, der sich mit aktuellen Entwicklungen auf den Märkten für Mobile, Gadget und IT allgemein beschäftigte. Nach 75 Folgen beendeten die zwei Blogger am 25. Dezember 2016 den Podcast mit der Folge „Das große Finale“.
Im Oktober 2020 startete Pallenberg den STBNHCKR Podcast zu den Themen Home Office und digitale Transformation, der auch als Livestream auf LinkedIn, Facebook, YouTube, Twitter ausgestrahlt wird.
Am 1. April 2021 wurde bekannt gegeben, dass Pallenberg als „Chief Awareness Officer“ die Kommunikation der Nachhaltigkeits-Plattform Aware verantwortet. Zuvor war Pallenberg beim Autobauer Daimler als Head of Digital Transformation tätig.

## Kritik
Im Sommer 2013 wurde Pallenberg auch außerhalb der Blogger-Szene bekannt, nachdem er Geschäftspraktiken der Eyeo GmbH (Hersteller des Werbeblockers Adblock Plus) angeprangert hatte.
Im Januar 2018 wurde Sascha Pallenberg in einem Zeitungsbericht dafür kritisiert, dass er das Schneeballsystem „BitSequence“ durch Empfehlungen unterstützt und dafür Provision bekommt. In wenigen Wochen soll er für die Briefkastenfirma „BitSequence“ 170 Personen geworben haben, die Personen wurden dabei unter anderem mit der Aussage gelockt, knapp fünf Millionen Prozent Rendite (drei pro Tag) zu erhalten. Wenige Tage nach der Presseberichterstattung brach das Schneeballsystem „BitSequenze.biz“ zusammen. Sascha Pallenberg entschuldigte sich am 1. Februar 2018 in der Wochenzeitung Zeit für seine „Naivität“ bei den Anlegern.

### Vorträge
- Blogs monetarisieren, re:publica 2010
- Youtube als Zukunft des Blogging, re:publica 2011
- Rockstars und Mimosen – wie die deutsche Blogosphäre veramerikanisiert wird, re:publica 2012